# Královská rezidence Mnichov

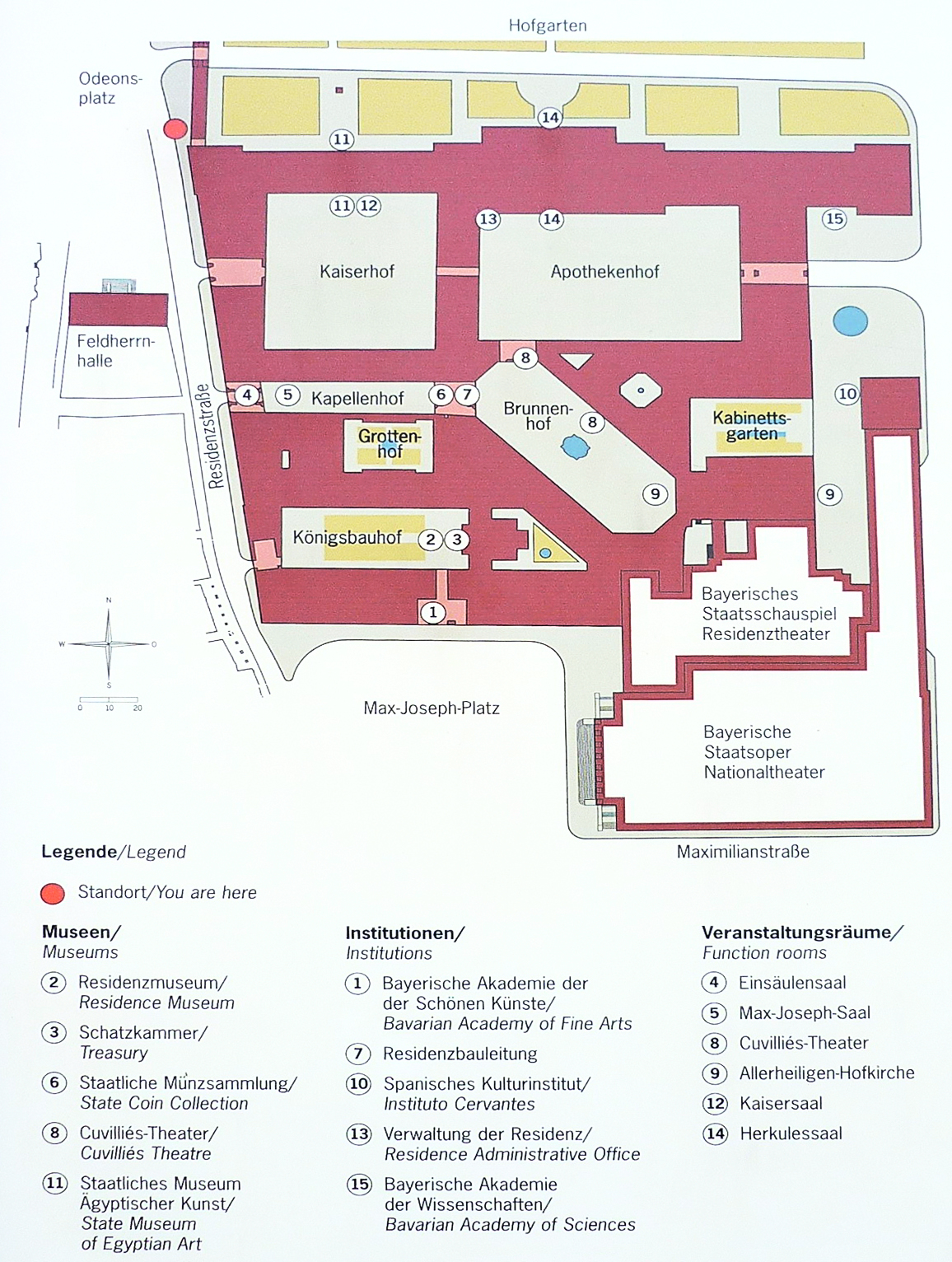
Půdorys Královské rezidence Mnichov

Královská rezidence Mnichov byl městský zámek a rezidence bavorských vévodů, kurfiřtů a králů. Je největším vnitroměstským palácem v Německu a dnes také jedním z nejvýznamnějších muzeí prostorového umění v Evropě. Má deset nádvoří a tři hlavní komplexy budov. Königsbau (směrem k Max-Joseph-Platz), Maximilianische Residenz, nazývaná také Alte Residenz, (fasáda směrem na ulici Residenzstraße a velká část vnitřních křídel) a Festsaalbau (směrem ke dvorní zahradě). K rezidenci také patří Allerheiligen-Hofkirche a Residenztheater. Residenzmuseum má sto třicet prohlídkových prostor. Rezidence se rozrůstala v průběhu staletí a proto je směsicí renesance, baroka, rokoka a klasicismu. Před vchodem do císařského dvora (Kaiserhof) a před průchodem do nádvoří s kašnami (Brunnenhof) jsou sochy velkých bronzových lvů, které představují čtyři hlavní ctnosti: moudrost, udatnost, spravedlnost a střídmost, které by měl mít každý dobrý vládce. Každý lev drží štít, na kterém je symbolicky znázorněna příslušná ctnost, a který končí u spodního hrotu hlavou malého lva. Dotknutí se tlamy těchto malých lvích hlav má prý přinášet štěstí.

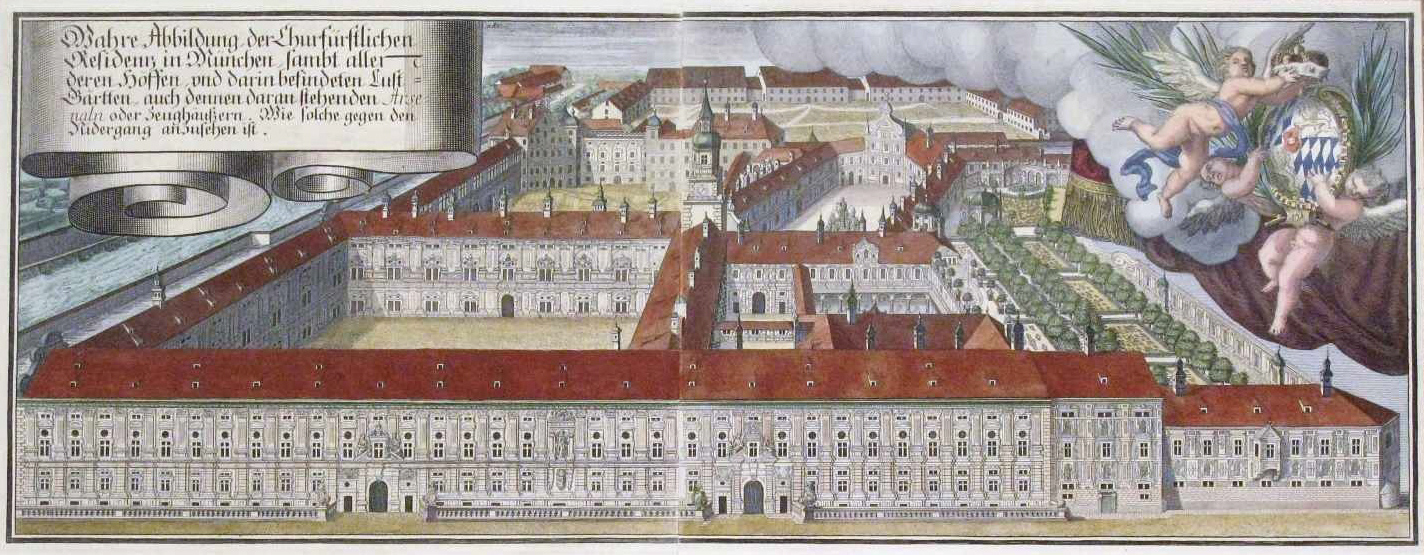
Královská rezidence Mnichov kolem roku 1700

Místo, na kterém se nachází dnešní Královská rezidence bylo člověkem obýváno již před tisíciletími. V roce 2014 archeologové objevili téměř neporušený hrob z pozdní doby bronzové přímo pod lékárenským nádvořím (Apothekenhof) rezidence.

## Historie a architektura

### Gotická pevnost Neue Veste
V roce 1385 se na místě dnešní rezidence nacházela pevnost Neuveste. Ta vznikla po několika povstáních mnichovských občanů proti bavorským vévodům, bratrům Johannovi II., Stephanu III. a Friedrichovi, kteří tehdy měli své sídlo (Alter Hof) přímo ve městě. Sloužila vévodům a jejich dvoru jako únikový hrad místo starého Alter Hof, neboť ten se při občanských nepokojích ve městě ukázal jako málo bezpečný. Na důkaz usmíření dostali vévodové od města povolení ke stavbě nové pevnosti s vlastní bránou, Neuveste. Byl to gotický vodní hrad, přístupný z města pouze přes opevněný most.
Dnes se pod lékárenským nádvořím (Apothekenhof) Královské rezidence ještě nacházejí suterénní klenby a základové zdi bývalého hradu. Jejich poloha je vyznačena červenými kameny v zádlažbě nádvoří. Stěny jihozápadní hradní věže z doby kolem roku 1500 a klenby s kruhovými sloupy ve sklepě společenského sálu (Ballsaalkeller), na jihu bývalého hradu, jsou posledními dochovanými pozůstatky Neuveste a nejstarších části současné Královské rezidence.

### Renesanční zámek

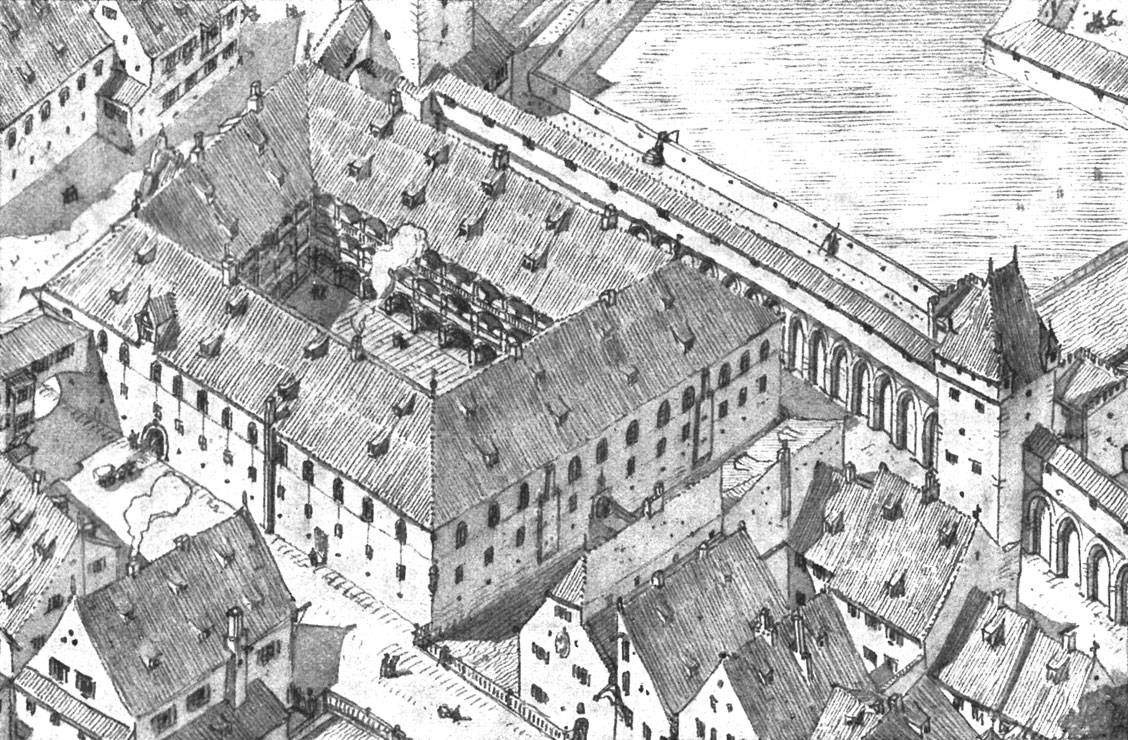
Budova s uměleckou síní Kunstkamer a konírnou Marstall v 16. století

Vévoda Wilhelm IV, který vládl v letech 1508–1550, přestěhoval bydliště rodiny Wittelsbachů ze starého Alter Hof do pevnosti Neuveste. Začala tím její historie novodobého paláce. V letech 1530 až 1540 nechal na jihovýchodním rohu hradu postavit kruhové opevnění, Rundstubenbau a na místě dnešního náměstí Marstallplatz založil první dvorní zahradu (Hofgarten). V zahradním pavilonu byl vystaven historický cyklus, ke kterému patřil také obraz Albrechta Altdorfera Die Alexanderschlacht.

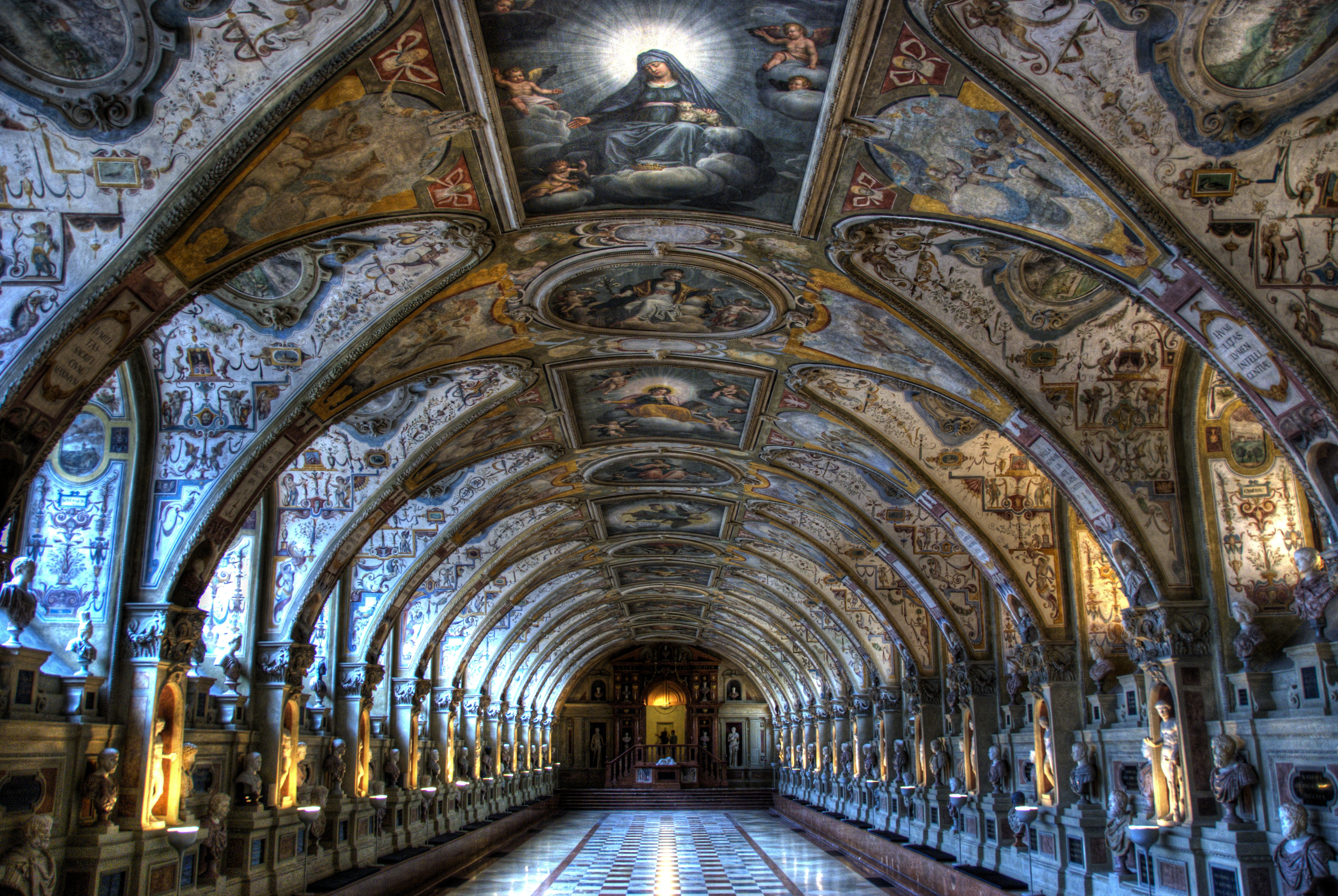
Antiquarium, jeden z největších renesančních sálů s klenbami v Evropě

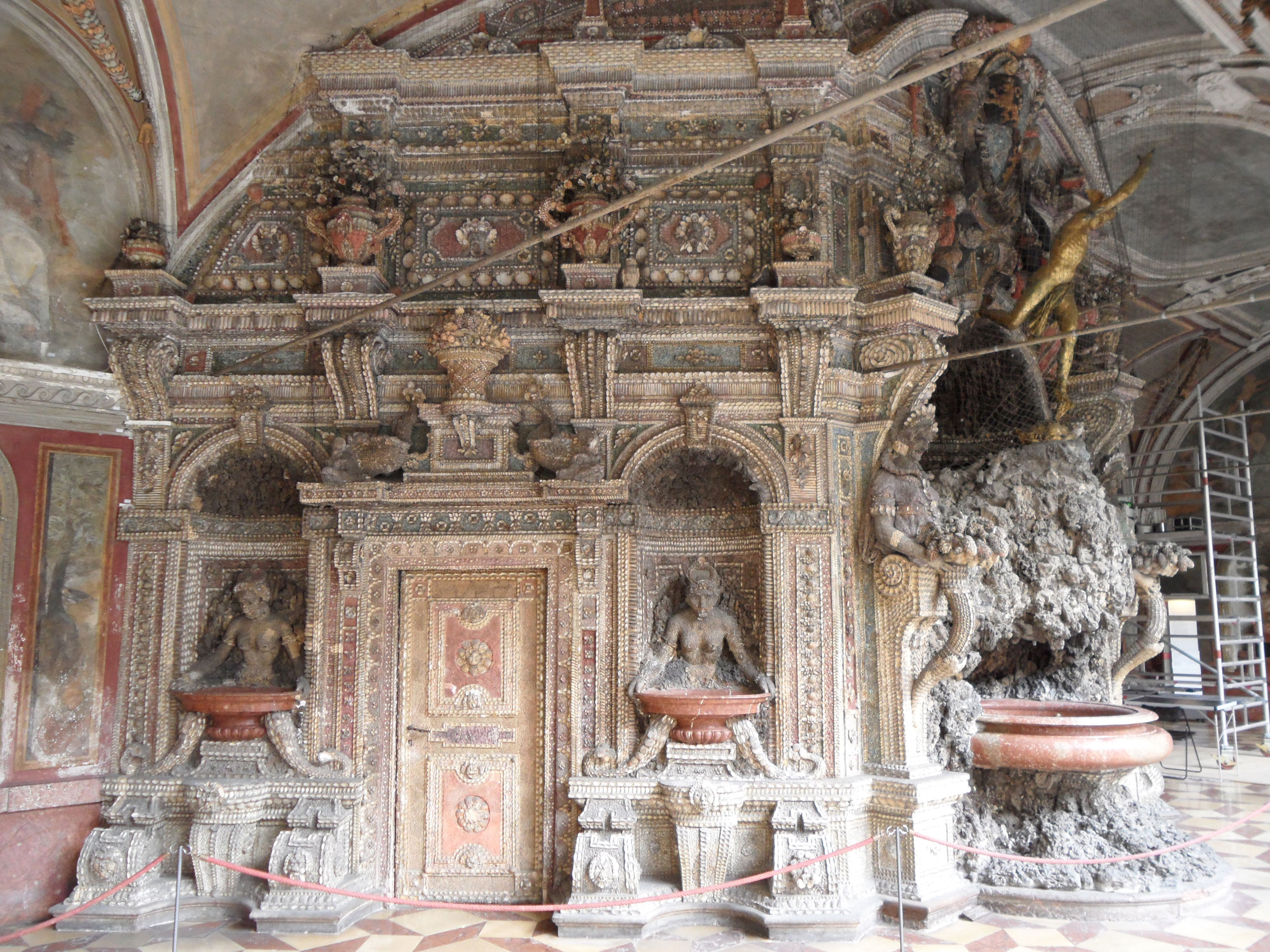
Grottenhalle, Královská rezidence Mnichov

Vévoda Albrecht V., který vládl v letech 1550–1579) nechal roku 1562 v Neuveste postavit slavnostní sál Ballhaus (Sankt Georgssaal) a v letech 1563–1567 budovu s uměleckou síní (Kunstkamer) a konírnou (Marstall). Budova byla v roce 1809 přestavěna na královskou mincovnu (Alte Münze) a dnes v ní sídlí Bavorský zemský úřad památkové péče (Bayerisches Landesamt für Denkmalpflege). V této umělecké síni mají svůj původ mnohé mnichovské sbírky. Protože tam však nebyl dostatečný prostor pro rozsáhlou sbírku soch, vznikla v letech 1568 až 1571 ještě budova Antiquaria od architektů Simona Zwitzel a Jacopo Strady. Tato nová budova musela být postavena mimo zámecký komplex, protože v něm pro ni už nebyl prostor. To dalo rezidenci další směr vývoje. Antiquarium zabírá celé přízemí budovy a je to největší renesanční sál na sever od Alp. V horním patře byla dvorní knihovna, která tvořila jádro pozdější Bavorské státní knihovny (Bayerische Staatsbibliothek). Od roku 1560 byla na místě dnešního státního kancléřství (Staatskanzlei) založena další zahrada. V jejím severovýchodním koutu byl v letech 1565/67 postaven zahradní pavilon (Lusthaus) s cyklem nástropních maleb na téma stříbrný věk  (zachovaly se pouze jednotlivé nástropní malby). V letech 1560/70 následovala v jihozápadním rohu Neuveste výstavba plesového domu (Ballhaus), jehož suterén zůstal zachován, ale je nepřístupný.

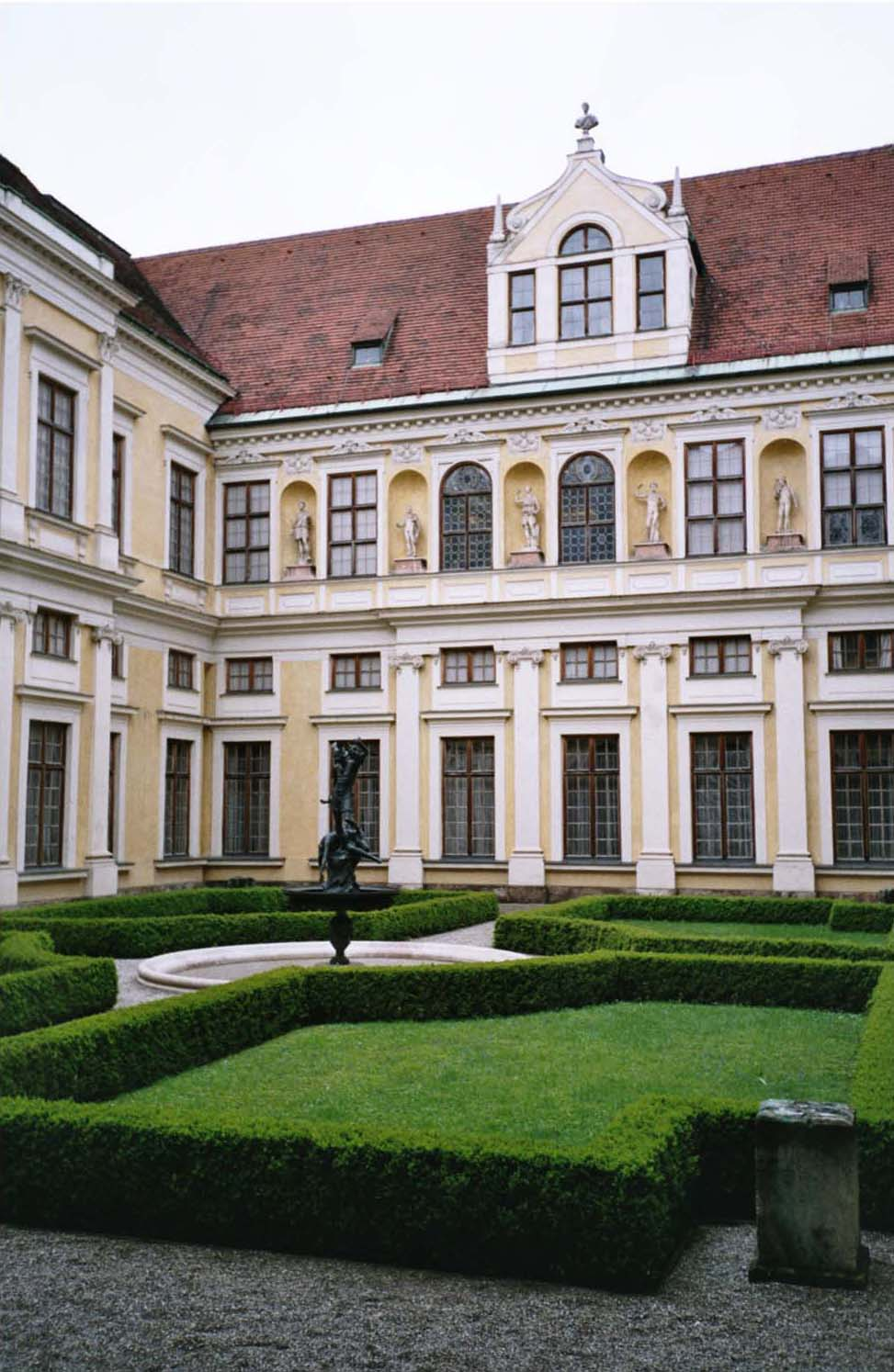
Grottenhof, Královská rezidence Mnichov

V letech 1580/1581 nechal vévoda Wilhelm V. (vládl 1579–1597) postavit na ulici Residenzgasse Witwenstock pro ovdovělou vévodkyni Annu. V letech 1581 až 1586 byl postaven čtyřkřídlý komplex manýristického nádvoří Grottenhof s fontánou Perseusbrunnen, který má velký uměleckohistorický význam. Architektem byl Friedrich Sustris. Název nádvoří je podle fontány s lasturami u západní fasády Antiquaria. Na východní straně Antiquaria bylo ještě přistavěno další křídlo (Schwarzer Saal Trakt), které ale bylo dokončeno až jeho následovníky. Za Wilhelma V. se vévodský Dvůr přestěhoval z Neuveste do nově postavených budov.

#### Maximiliánská rezidence

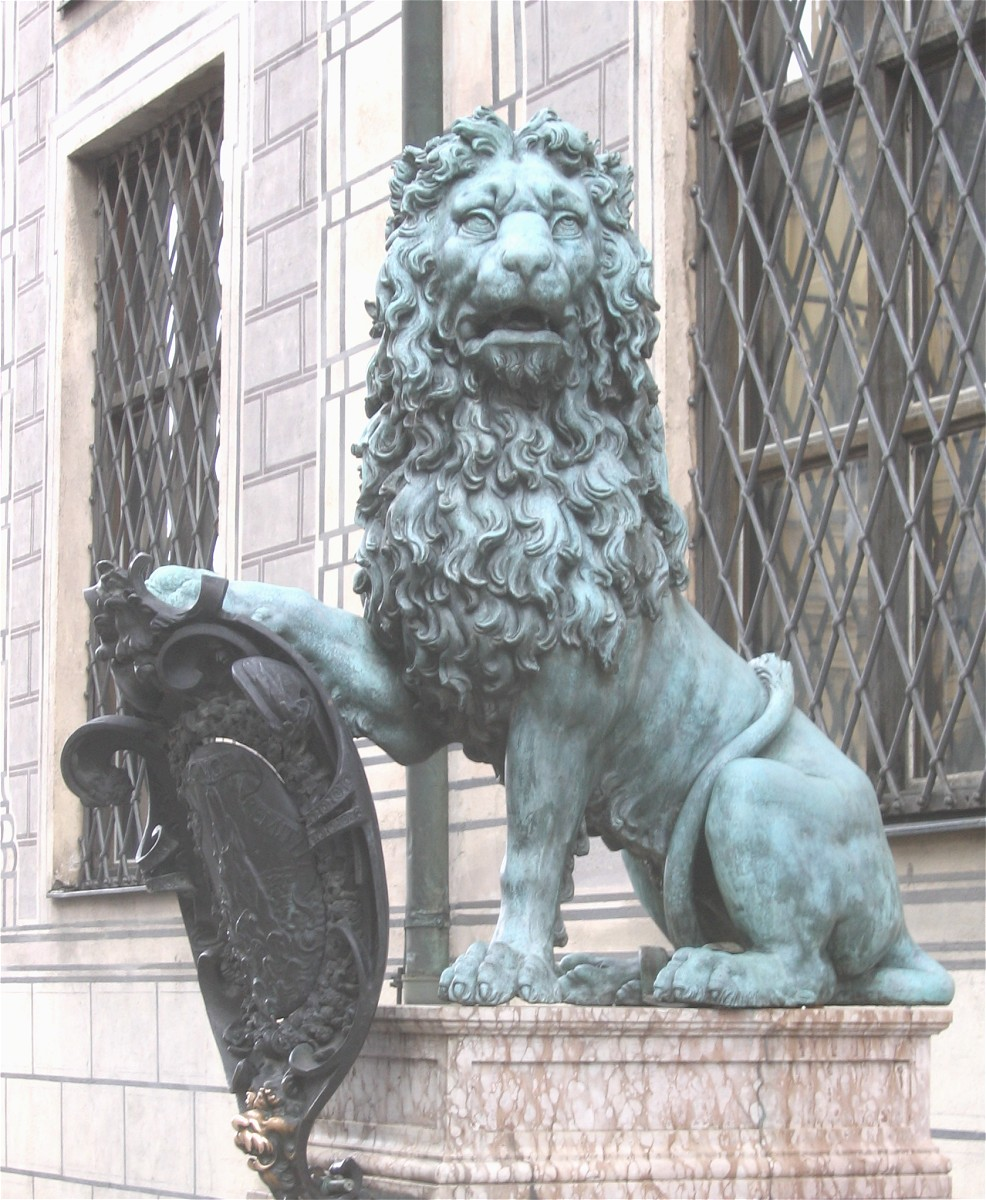
Královská rezidence Mnichov, bronzový lev před vchodem na nádvoří Kapellenhof

Za vévody Maximiliána I. (vládl 1597-1651), který se později stal kurfiřtem, vznikla na západní straně Antiquaria po něm pojmenovaná Maximiliánská rezidence. Její do 19. století jediná veřejně viditelná fasáda se dodnes zachovala. S portály střeženými dvěma lvy a se sochou patronky Bavorska, Panny Marie ve výklenku mezi portály, dominuje západní straně rezidenčního komplexu. Maximilian nechal stávající budovy přestavět a propojit. Nádvoří Brunnenhof, které dříve sloužilo jako otevřený prostor pro turnaje, bylo uzavřeno. Kolem roku 1600/1602 vznikl na jihovýchodě Antiquaria černý sál (Schwarzer Saal) s iluzionistickou malbou stropu od malíře Hanse Werla. Přístupný byl prostřednictvím monumentálního dvoudílného schodiště.
Přestavba nádvoří s fontánami (Brunnenhof) začala kolem roku 1607. Na jeho úzkých stranách byly postaveny budovy se sedlovou střechou. Proti jedné z nich jsou věžní hodiny, postavené v letech 1612 – 1615 podle modelu Heinricha Schöna staršího jako opláštěná samonosná hrázděná konstrukce. V roce 1610 byla uprostřed nádvoří postavena velká fontána (Wittelsbacherbrunne)), se sochou Otty von Wittelsbach a s postavami od sochaře Huberta Gerharda, které alegoricky znázorňují čtyři bavorské řeky: Dunaj, Lech, Inn a Isar.

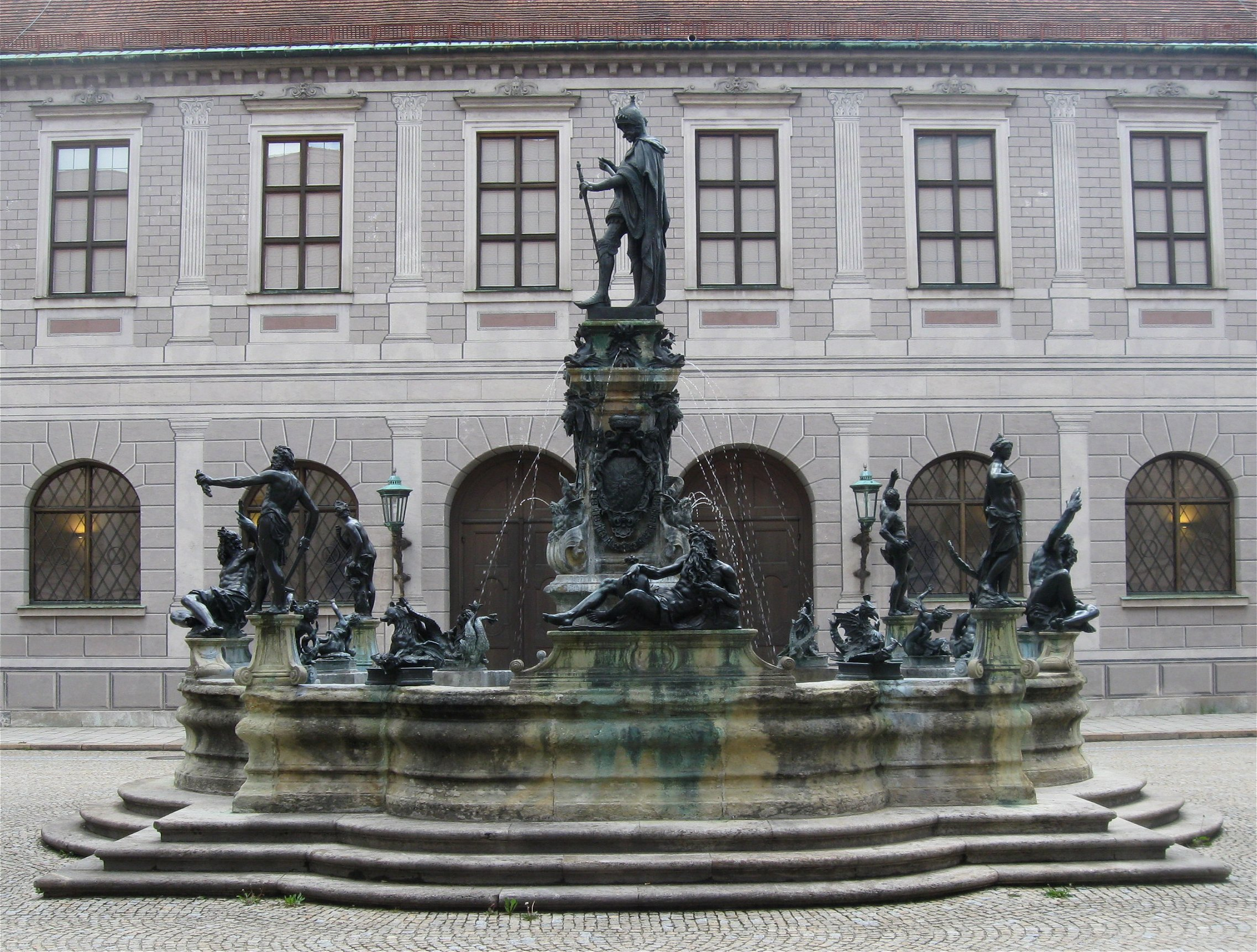
Wittelsbacherbrunnen

Uvnitř byla postavena dvorní kaple (1601–1603) a soukromé místnosti vévody a vévodkyně. Kaple, dlážděná mramorem a bohatě zdobená scagliolou, sloužila vévodům jako soukromé oratorium. Od roku 1612 nechal Maximilian I. postupně zbourat velké části jižních a západních křídel Neuveste s palácem a věží Silberturm. Mezi roky 1614 a 1619, byly na severní straně císařského nádvoří (Kaiserhof) vytvořeny velkolepé prostory pro hosty (Trier- und Steinzimmern, Kaisersaal a Kaisertreppe), které dokumentovaly Maximilianovy vysoké politické požadavky. Bohatě dekorované prostory s nádhernými zárubněmi, stropy s freskami a tapiseriemi jsou příkladem architektury počátku 17. století. Uspořádání místností sloužilo jako prvotřídní apartmán pro nejvýše postaveného hosta. Žil v něm císař a jeho manželka, když se zastavili v Mnichově. V pokojích Trierzimmer přebývali nejbližší členové císařské rodiny a vyšší členové královského doprovodu. Dnes znovu obnovený Kaisersaal s velkým schodištěm stejného jména (Kaisertreppe), byl v 17. století největší a nejdůležitější slavnostní prostor rezidence. Od roku 1799 však musel Kaisersaal a navazující Vierschimmelsaal ustoupit novému apartmánu pro kurfiřta Maxe IV. Josefa (od roku 1806 král Max Bavorský). než byly po druhé světové válce opět obnoveny. Budovy rezidence byly již tak rozsáhlé, že stačily Maximiliánovým nástupcům až do počátku 19. století. Ti se proto soustředili hlavně na úpravy interiérů.

### Barokní rezidence

#### Barokní a rokokové apartmány

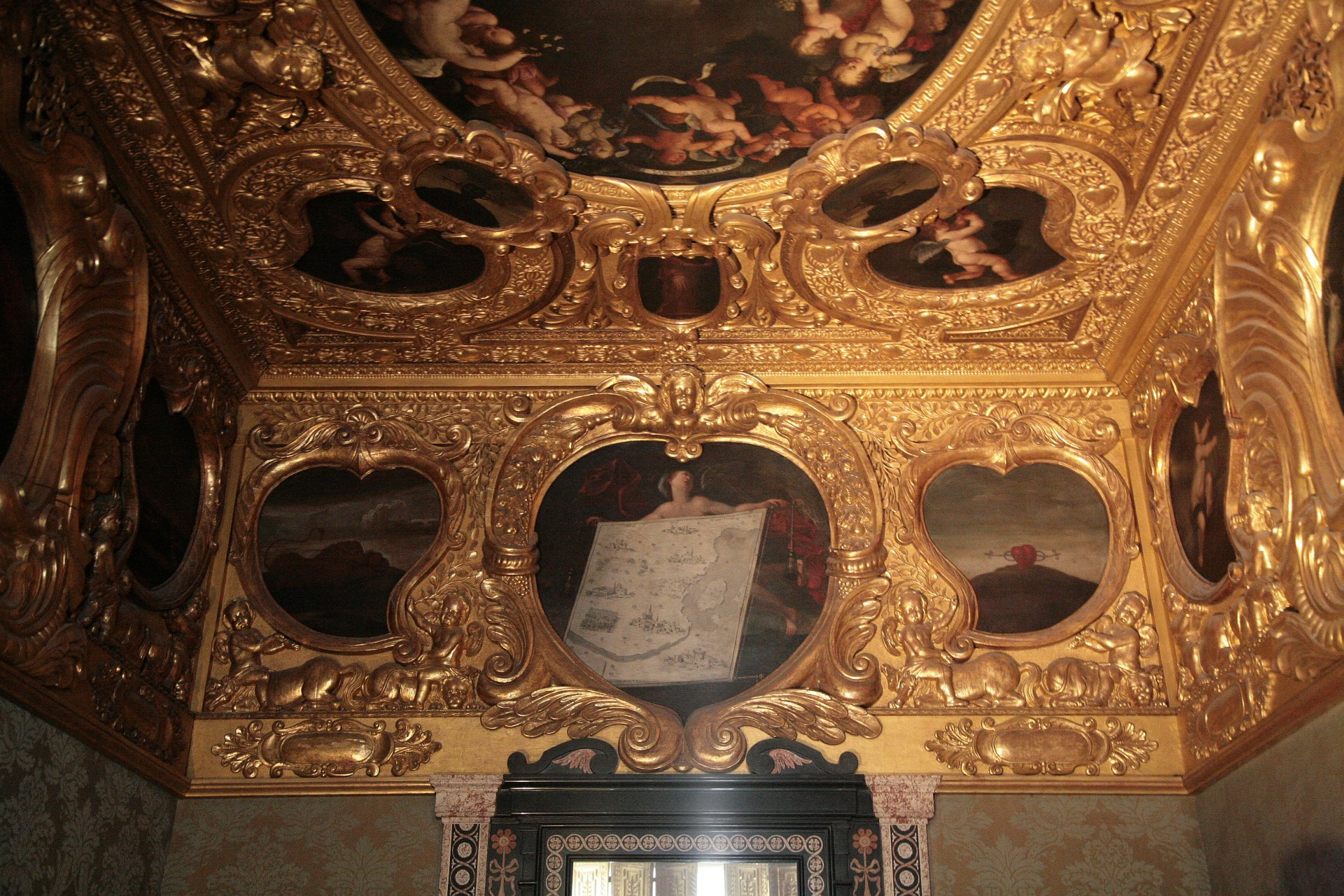
Vlys a zlacený dřevěný strop v místnosti Herzkabinett kurfiřtky Henrietty Adelaidy v Královské rezidenci Mnichov kolem roku 1666 (Foto 2011)

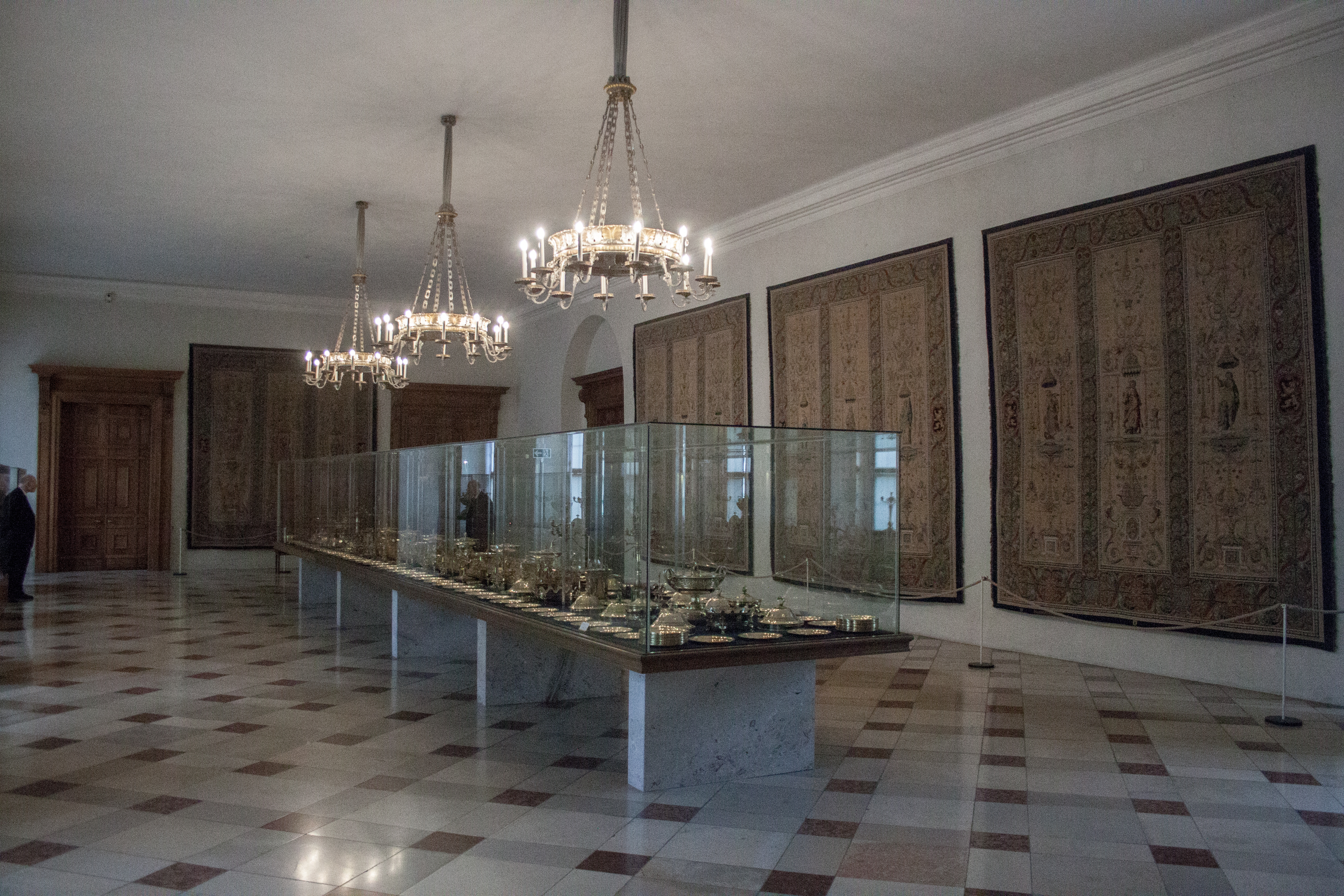
Hartschiersaal

V době vrcholného baroka mezi lety 1666 a 1669 rozšířila kurfiřtka Henriette Adelaide, která byla od roku 1650 manželkou kurfiřta Ferdinanda Maria (vládl 1651–1679), menší apartmán své tchyně mezi ulicí Residenzgasse a Grottenhof, do mimořádně nádherné skupiny místností. Ta se skládala ze sálu pro gardu (Hartschiersaal), dvou předpokojů, pokoje pro audience (Goldener Saal), z velkého kabinetu (Grottenzimmer), ložnice s alkovnou, malé kaple a kabinetu (Herzkabinett). Tato skupina pokojů byla doplněna galerií mezi ulicí Residenzgasse a jižní zahradou a také o průchozí knihovnu. Henriette Adelaide se inspirovala podle modelů z její vlasti v Turíně a podle nejnovější pařížské módy. V apartmánu byly četné obrazy zabudované do vlysů a stropů, které dávaly místnostem vlastní motivy. Architektem byl Agostino Barelli, zatímco prostorové návrhy vytvořil Antonio Pistorini. V roce 1674 první tři místnosti zničil požár. Od návštěvy papeže Pia VI. roku 1782 byl zbytek apartmánu nazýván papežské místnosti (Päpstliche Zimmer). V roce 1944 byly téměř všechny tyto místnosti zničeny. Dnes jen Herzkabinett dává určitý obraz o sociálních nárocích a o umělecké hodnotě bydlení bavorské kurfiřtky.
Rozšíření provedená za Maximiliána II Emanuela (vládl 1679–1726) tedy letní místnosti (Alexander- und Sommerzimmer) přeměněné na reprezentativní obytné prostory, byly již na konci jeho života přestavěny. Jejich pozůstatky, kromě dnes nepřístupných prostor, byly ztraceny při požáru rezidence v roce 1729.

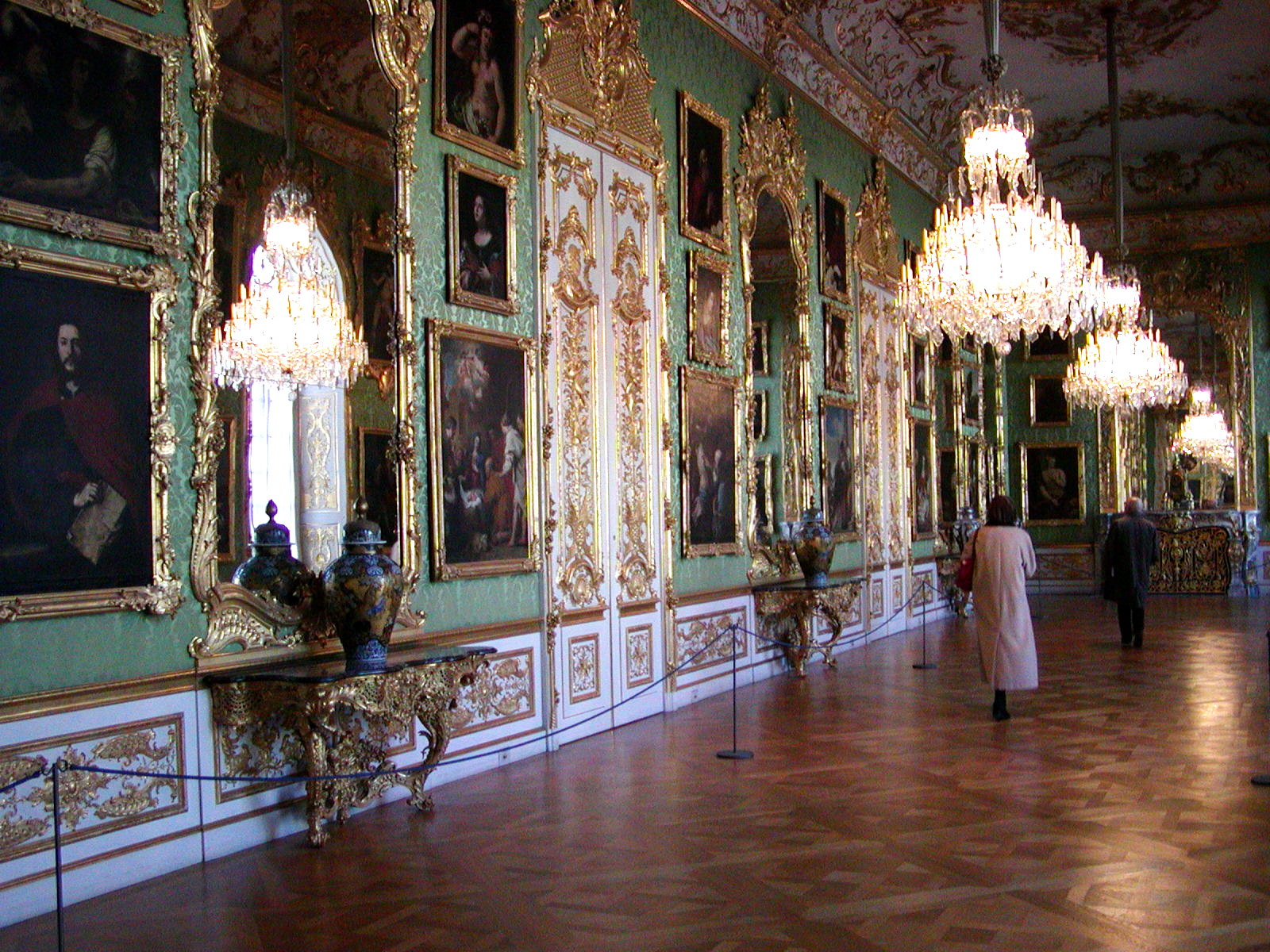
Zelená galerie (Grüne Galerie)

Jeho nástupce, kurfiřt a pozdější císař Karl Albrecht (vládl 1726–1745) nechal na jejich místě postavit bohaté pokoje (Reichen Zimmer) se zelenou galerií (Grüne Galerie), zrcadlovou síň (Spiegelkabinett) a hlavní ložnici (Paradeschlafzimmer). Jejich propracované výzdobě dominuje zlatý ornament na bílých stěnách a purpurový janovský samet. Pouze v zelené galerii byl použit zelený hedvábný damašek. Pořadí místností a jejich úhlová poloha zpětně odkazují na zrcadlové papežské místností. Parádní ložnice sloužila k ceremonii ranního vstávání. Galerie předků (Ahnengalerie) s velkolepou štukaturou, kterou provedl Johann Baptist Zimmermann, byla postavena v přízemí v letech 1726 až 1730. Obsahuje více než sto portrétů členů rodiny Wittelsbachů až k poslednímu bavorskému králi Ludvíku III. Tento prostor měl také podpořit nárok Karla Albrechta na císařskou korunu odvozením od Karla Velikého, císaře Ludwiga Bavorského a legendárního Agilolfingera Theodo, jejichž portréty umístil do středu místnosti. Kromě galerie předků (Ahnengalerie) nechal Karl Albrecht zařídit další kabinet pro uložení domácích klenotů, pro které dříve nebyla k dispozici žádná zvláštní místnost. Od doby, kdy byla v roce 1897 za knížete regenta Luitpolda postavena stará klenotnice, je v této místnosti stálá sbírka porcelánu. Všechny budovy postavené dvorními architekty Josephem Effnerem a Françoisem de Cuvilliés tedy sloužily pouze k oslavě jeho domu a k získání císařské koruny, čehož nakonec v roce 1742 také dosáhl. Kromě zmíněného Johanna Baptisty Zimmermanna byli jako umělci zapojeni také Joachim Dietrich a Wenzeslaus Miroffsky. Dvoupodlažní fasáda zelené galerie se sedmi klenutými okny v budově Königsbauhof je mistrovským dílem Cuvilliése z roku 1730. V lednu 1745 zemřel v rezidenci Karl Albrecht jako císař Karel VII., která tak byla krátce také císařským palácem.
Syn Karla Albrechta, kurfiřt Maximilián III. Joseph (vládl 1745–1777) se vzdal všech nároků na císařskou korunu, což se odráží v kurfiřtských místnostech zařízených od François de Cuvilliés a Johanna Baptisty Gunetzrhainera. Tyto obytné místnosti se nacházely nad antiquariem, kde dříve bývala dvorní knihovna, zařízená v pozdním rokokovém stylu. Významnější však byla stavba divadla Altes Residenztheater z roku 1751 (také známého jako Cuvilliés Theatre), divadla s lóžemi v rokokovém stylu, které bylo určeno výhradně dvoru. Tato stavba byla nezbytná, protože starý Sankt Georgsaal, který dříve sloužil jako divadlo, byl zničen požárem v Neuveste 5. března 1750. Divadlo Cuvilliés bylo postaveno jako volně stojící budova v bývalé dvorní zahradě (Hofgarten), která byla s rezidencí spojena pouze foyerem, aby se minimalizovalo nebezpečí požáru. Kromě toho měla extra silné stěny a zařízení pro čerpání vody do střešní konstrukce pro případ nouze. Pozoruhodná byla také zvedací konstrukce, která umožňovala zvednout podlahu divadla tak, aby prostor mohl být využíván i jako slavnostní sál.

### Klasicistická rozšíření Maxe l. Josefa a Ludvíka I. Bavorského
S povýšením Bavorska na království roku 1806 a s významnými změnami urbanistického plánování v Mnichově na začátku 19. století byly odkryty také části rezidence, které nebyly příliš reprezentativní. Tato nedůstojná část rezidence, přiměla dvorního architekta François de Cuvilliés již v době vlády Maximiliána III. Josefa (vládl 1745–1777) k velkorysým plánům, které však nebyly realizovány kvůli prázdné státní pokladně. Mimo jiné bylo tehdy na východní straně rezidence naplánováno nové velké křídlo budovy. Už za jeho nástupce Karla Theodora (vládl 1777–1799) byla v letech 1780/1781 na severní straně dvorní zahrady postavena kurfiřtská galerie (Churfürstliche Galerie, dnes Deutsches Theatermuseum). Stavěl ji mnichovský vrchní dvorní architekt Karl Albert von Lespilliez.

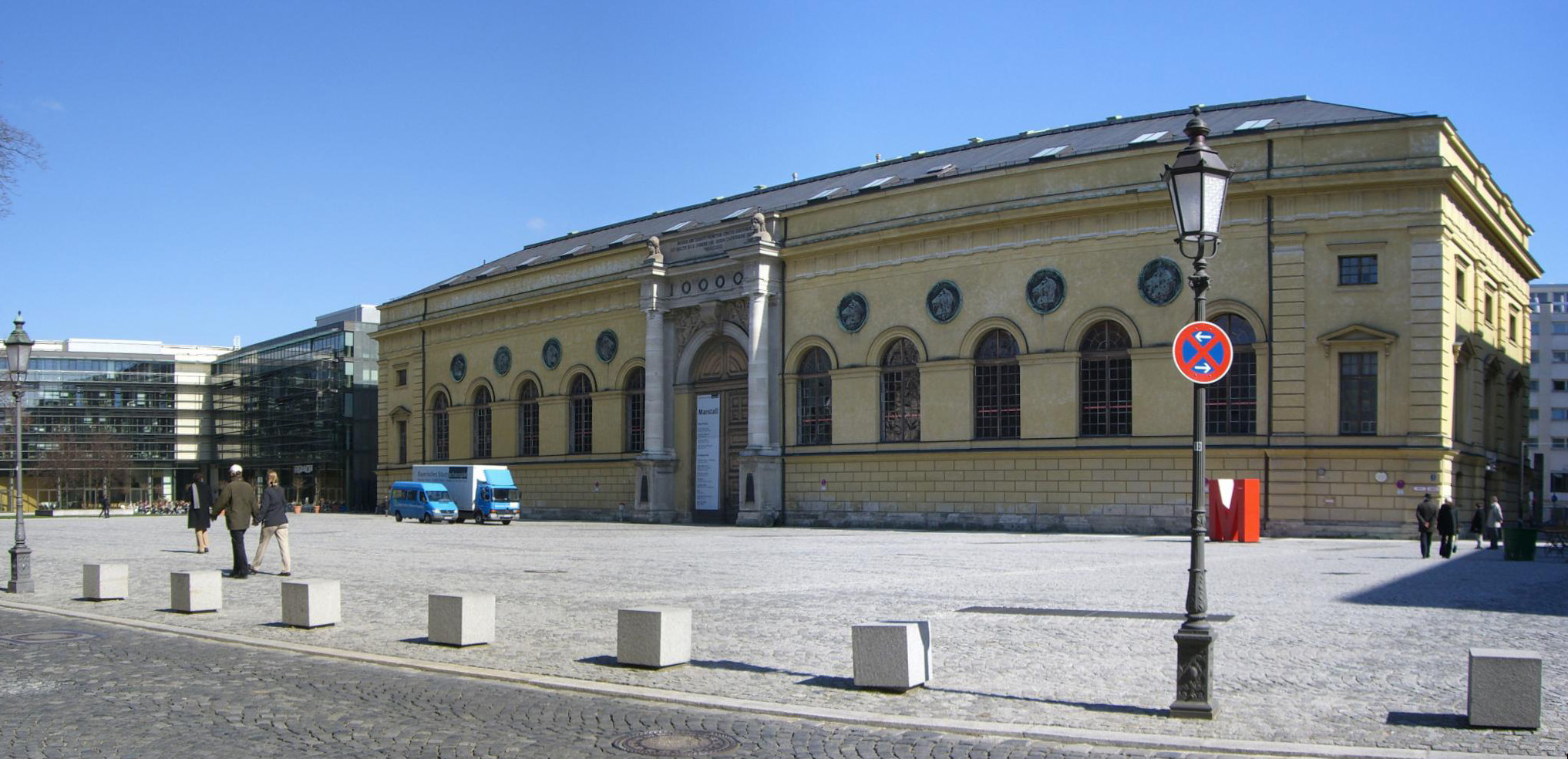
Konírna (Marstall) a jízdárna (Reitschule)

Král Max I. Josef (vládl 1799–1825) se spokojil s rekonstrukcí Kaisersaalu na byty a s modernizací Herkulova sálu (Herkulessaal) (dnešní Max-Joseph-Saal). Kromě toho ještě nechal zřídit místnosti pro státní radu a to mezi sálem pro gardu (Hartschiersaal) a kamennými místnostmi (Steinzimmer). Charlottenzimmer byly vyzdobeny na začátku 19. století v empírovém stylu. Od roku 1814 v nich bydlela princezna Charlotte Auguste. V letech 1811 až 1818 nechal jižně od divadla Residenztheater na místě kláštera Františkánů (Franziskanerkloster), zbořeného roku 1802, postavit podle plánů architekta Karla von Fischera, Královské dvorní a národní divadlo a později náměstí Max-Josef-Platz. Po novém utvoření tohoto náměstí na jižní straně plánoval od roku 1816 náměstí Odeonsplatz a také severozápadní reprezentativní vstup do rezidence.
Komplex dosáhl dnešní velikosti v letech 1825 až 1842 za krále Ludwiga I. (vládl 1825–1848). Postavil jej Leo von Klenze ve stylu klasicismu. Jednalo se o křídla královské budovy (Königsbau), budovu slavnostních sálů (Festsaalbau) a také Kostel Všech svatých (Allerheiligen-Hofkirche). Kostel Všech svatých byl postaven v byzantském a románském stylu, podle palácové kaple v Palermu a vyzdoben byl velkolepými freskami, z nichž se dodnes zachovalo jen několik zbytků. S přístavbami byla vytvořena ještě řada dalších únikových prostor.

#### Marstall

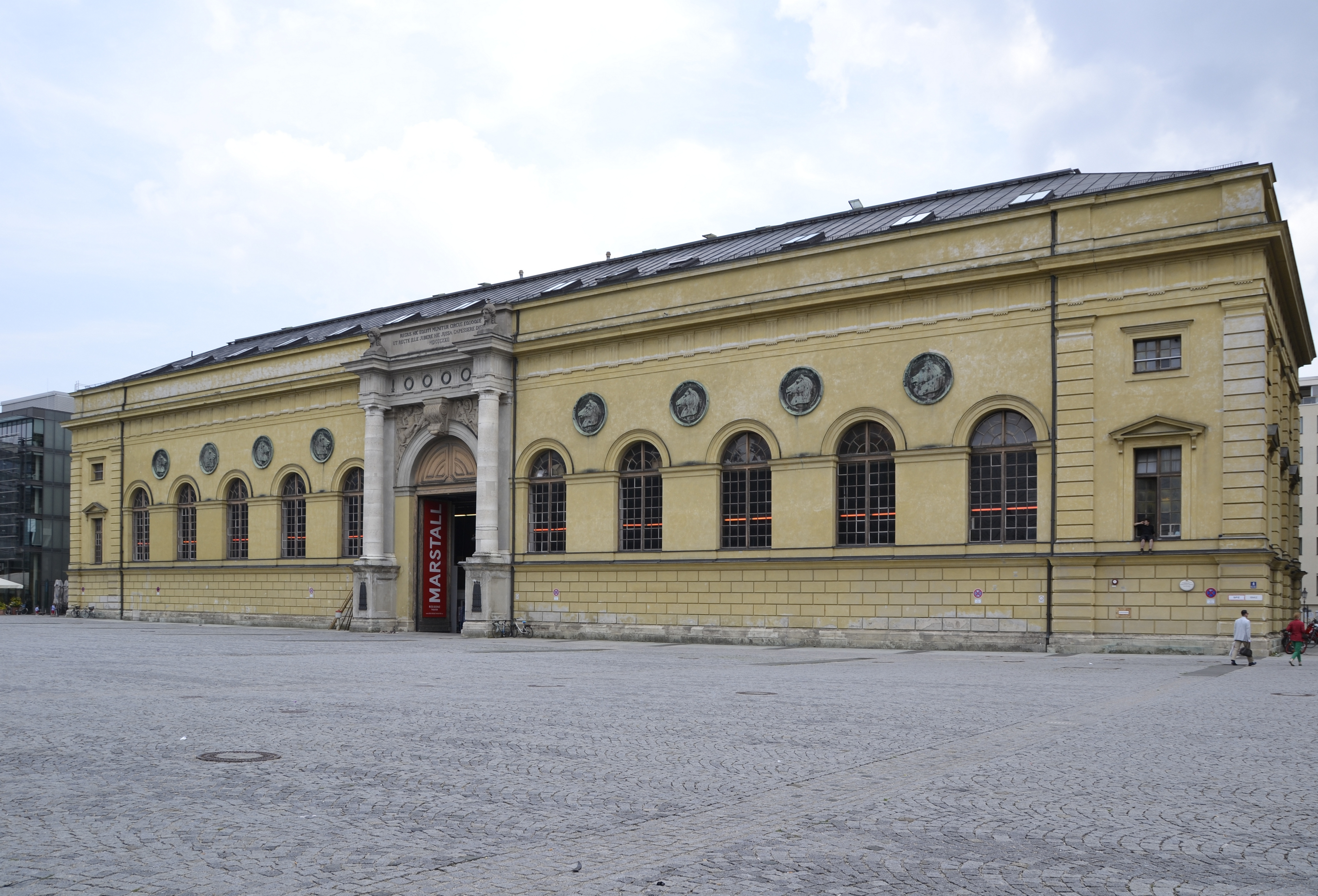
Marstall Mnichov

V roce 1817 byla proti východní straně rezidence postavena nová konírna (Marstall) s královskou jízdárnou, kočárovnou, stájemi a správou. Stavba dvorní jezdecké školy (Hofreitschule) s monumentálním klenutým portálem, s bustami Kastora a Polluxe, je považována za jedno z nejvyspělejších raných děl Lea von Klenze.

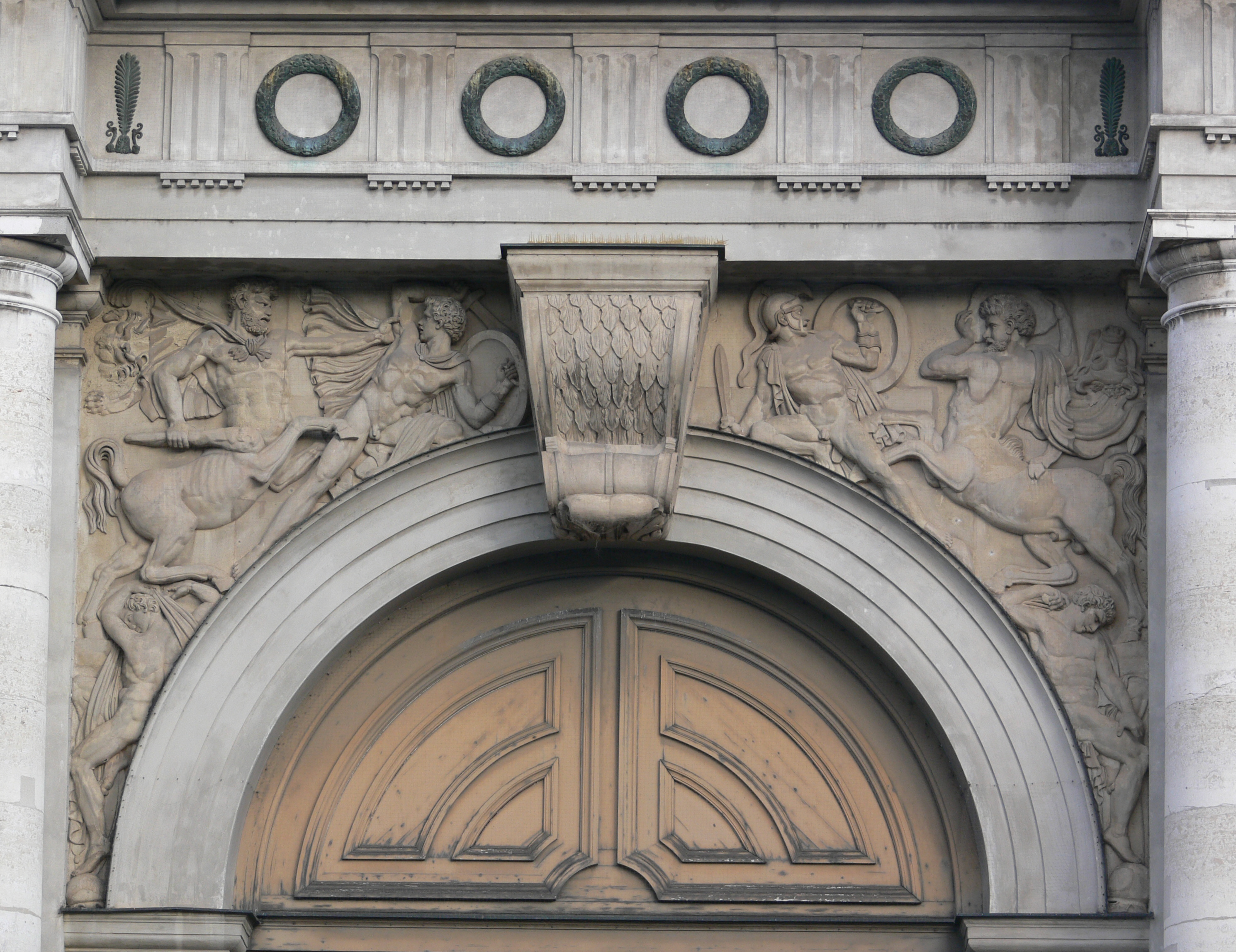
Marstall Mnichov, portál

Stavbě královské konírny musela již v roce 1807 ustoupit část prostorného stavebního komplexu panovníkovy zbrojnice (Zeughaus), která se od roku 1615 nacházela východně od rezidence a byla s ní úzce propojena. Dodnes přežila pouze jezdecká škola a používá se jako divadlo Marstalltheater, zatímco muzeum Marstallmuseum bylo přemístěno do zámku Nymphenburg.

#### Königsbau
Budova Königsbau byla postavena na náměstí Max-Joseph-Platz v letech 1826 až 1835 jako dvoupodlažní jižní křídlo výšky 30m s fasádou ze zeleného pískovce. Jako vzor posloužily paláce Palazzo Pitti a Palazzo Rucellai ve Florencii. Má centrální část zvýšenou o jedno patro s bočními střešními terasami.
V přízemí je klenotnice a sály Nibelungů (Nibelungensäle) s malbami od Schnorra z Carolsfeldu. Jsou to veřejně přístupné prohlídkové místnosti a lze do nich vstoupit samostatným vchodem z ulice Residenzstrasse.
V prvním nadzemním podlaží se nacházela obytná část krále Ludwiga I. Královský byt sloužil především k reprezentaci a byl v té době po předchozí domluvě navštěvován. Zachoval se dodnes. Skutečně soukromé pokoje královského páru byly na zadní straně královské budovy a byly zničeny ve druhé světové válce. Klenze nebyl zodpovědný jen za architekturu, ale navrhl také podlahy, nástěnné malby a veškerý nábytek. Slavnostní vstup do královského apartmánu je po žlutém schodišti (Gelbe Treppe) s okouzlující architekturou od architekta Klenze, sestávající z polokupole, sálu s křížovou klenbou a nádherného portálu.
Ve druhém nadzemním podlaží byly slavnostní místnosti, určené pro malé dvorní slavnosti. Následnost pokojů byla vytvořena salonem, přijímacím salonem, tanečním sálem, květinovým sálem a soukromými místnostmi pro krále. V půdorysu jsou tyto pokoje ve velmi zjednodušené podobě stále zachovány a sídlí v nich Bavorská akademie výtvarných umění (Bayerische Akademie der Schönen Künste).

#### Festsaalbau

Budova Festsaalbau na konci 19. století (v pozadí kostel Theatinerkirche)

V letech 1832 až 1842 byla na straně ke dvorní zahradě (Hofgarten) ve stylu italské renezance konečně postavena budova slavnostních sálů (Festsaalbau), tedy v místě, kde již Cuvilliés plánoval novou budovu, aby odstranil poslední zbytky původní stavby v Neuveste, provizorně opravené po požáru v roce 1750. Před centrálním rizalitem 250 metrů dlouhé monumentální čelní fasády se dvěma nebo třemi patry a zvýšenými rohovými pavilony se nachází lodžie s figurami od Ludwiga Michaela Schwanthalera.
V budově slavnostních sálů byla vytvořena velkorysá následnost místností. Uprostřed byl trůnní sál (Thronsaal). Císařské sály (Kaisersäle), taneční sál (Ballsaal) a bitevní sál (Schlachtensaal) byly v severovýchodním pavilonu. Tyto místnosti byly určeny pouze pro státní jednání a pro dvorní slavnosti. Přístupné byly prostřednictvím nádherného schodiště, které se však nezachovalo. Z velkolepého tanečního sálu návštěvníci procházeli třemi velkými předpokoji s malovanými scénami ze středověké císařské historie, do prostorného klasicistního sálu v bílé a zlaté barvě, jehož boční balkony byly podepřeny korintskými sloupy. Velký trůnní sál (Der Große Thronsaal) byl vyvrcholením této řady místností a byl přímo uprostřed budovy. Konaly se v něm nejdůležitější ceremonie, jako vstup na trůn (Thronbesteigung), orámované dvanácti kolosálními sochami ze slévárny kovů Ferdinanda von Millera, které zastupovaly nejdůležitější panovníky Wittelsbachů. Dnes se sochy nacházejí ve foyeru přízemí budovy. V přízemí budovy slavnostních sálů (Festsaalbau) bylo šest sálů, které tvořily pokoje pro hosty. Vyzdobeny byly malbami motivů z Odyssey (jako protějšek sálů Nibelungensälen). Návrhy pro tyto nástěnné malby vytvořil Ludwig Michael Schwanthaler. Za jejich provedení byl zodpovědný Johann Georg Hiltensperger. V budově Festsaalbau bylo také lékárenské patro (Apothekenstock), které obsahovalo byty a kanceláře zaměstnanců panovnického dvora a dvorní lékárnu.

### Přestavby Maxe II. Josefa, a Ludvíka II.
Max II. Josef (vládl 1848–1864) nechal královský apartmán přestavět podle svých potřeb a na spojovacím křídle s Národním divadlem byla podle návrhů Franze Jakoba Kreutera postavena zimní zahrada. Její realizaci provedl August von Voit, který již pro krále stavěl mnichovský skleněný palác (Münchner Glaspalast). Max II nechal také restaurovat divadlo Cuvilliés, které po roce 1825 sloužilo jen jako sklad kulis pro Národní divadlo.
Ludwig II. (vládl 1864–1886) provedl řadu změn v rezidenci, které se však nezachovaly. Nejprve přizpůsobil svůj knížecí byt v podkroví severozápadního pavilonu budovy Festsaalbau ve stylu Ludvíka XIV. Kromě toho byly v místnostech Hofgartenzimmer zařízeny pokoje pro jeho snoubenku, princeznu Sophii Bavorskou (sestra rakouské císařovny Alžběty, Sisi), které však Sophie nemohla nikdy obsadit, protože zásnoubení byl zrušeno. Kromě toho byly za Ludwiga II dokončeny sály Nibelungů (Nibelungensäle). Pokračoval také v tradici svého dědečka Ludwiga I. tím, že na chodbě, která vedla do jeho bytu, vystavil svůj vlastní cyklus maleb. Tyto obrazy představovaly scény z Wagnerovy tetralogie. Také nechal elektrifikovat scénu divadla Cuvilliés a obnovil všechny apartmány rezidence.

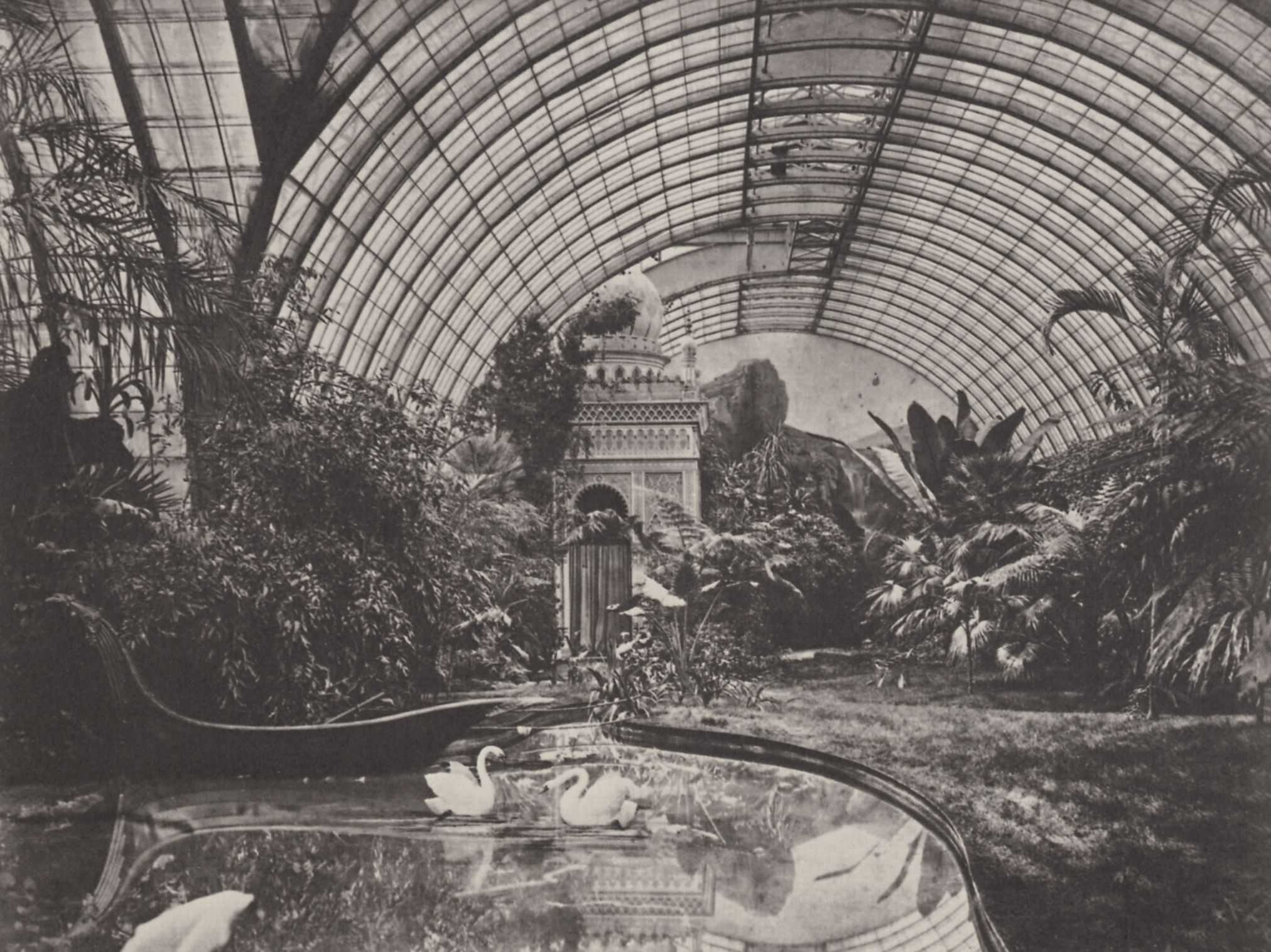
Zimní zahrada krále Ludvíka II.

Kolem roku 1870 nechal přes severozápadní křídlo budovy Festsaalbau postavit zimní zahradu o rozměrech 70 × 17 m. Stavbu provedl ředitel dvorní zahrady Carl Effner a divadelní malíř Christian Jank. Devět metrů vysoká klenba ze skla a železa překlenula zahradu s exotickou flórou a faunou, s umělým jezerem, maurským stánkem, rybářskou chatou a velkými vyměnitelnými panoramatickými obrazy Julia Langeho. Po smrti Ludwiga II. byla tato nákladná stavba na pokyn prince regenta Luitpolda v roce 1897 demontována, protože byla na stavbu pod ní příliš těžká a voda z umělého jezera kapala do místností pro služebnictvo. Pouze veranda na císařském dvoře, postavená pro podepření klenby, zůstala stát až do roku 1950.

### Rezidence na konci monarchie
Za doby Ludvíka II, pobýval bavorský monarcha v rezidenci jen občas. Již dříve si i královna Tereza stěžovala na nedostatek pohodlí. Její syn, princ regent Luitpold (vládl 1886–1912), nechtěl bydlet v královských pokojích a nechal si pro své potřeby přestavět místnosti Steinzimmer. Z jeho doby také pochází stavba nové klenotnice (dnešní pokladna). Navrhl ji rakouský architekt uměleckého směru historismus, Julius Hofmann a byla opatřena bezpečnostními dveřmi (1897).
Luitpoldův syn Ludvík III. (vládl 1912–1918) žil většinu času ve Wittelsbachském paláci (Wittelsbacher Palais) a v rezidenci bydlel jen krátce před revolucí v roce 1918. Nejprve se stejně jako jeho otec nastěhoval do Steinzimmer v kaiserhofském křídle a později žil v královské budově Königsbau. Byly zde provedeny technické modernizace, jako ústřední topení a elektrické osvětlení, které princ regent Luitpold ještě odmítal. Během války používala královna Marie Thereza spolu se ženami ze všech společenských vrstev sály Nibelungů (Nibelungensäle) k provádění ručních prací pro vojáky v poli. V listopadu 1918 vypukla revoluce a před rezidencí se objevilo mnoho demonstrantů, palác však zůstal nepoškozený. Královská rodina opustila rezidenci první noc po vypuknutí revoluce. Naopak revolucionář Rudolf Egelhofer byl 3. května 1919 na nádvoří rezidence zastřelen. Rudolf Egelhofer (13. 4. 1896 Mnichov-Schwabing – 3. 5. 1919 Mnichov) byl v dubnu 1919 členem Komunistické strany Německa (KPD), velitelem města v Mnichově a vůdcem Rudé armády Mnichovské republiky rad.

## Residenzmuseum
V době Ludwiga I. mohl případný zájemce navštívit prostory královské budovy (Königsbau), ale jen po předchozí domluvě (pokud královský pár nebyl v rezidenci). Tím chtěl král svým poddaným přiblížit představu o královském bydlení. Za prince regenta Luitpolda pak již bylo možné navštívit všechny nevyužité části rezidence i starou klenotnici (Alte Schatzkammer) a v roce 1897 se dokonce objevil první průvodce rezidencí v Mnichově.( Führer durch die Residenz zu München).

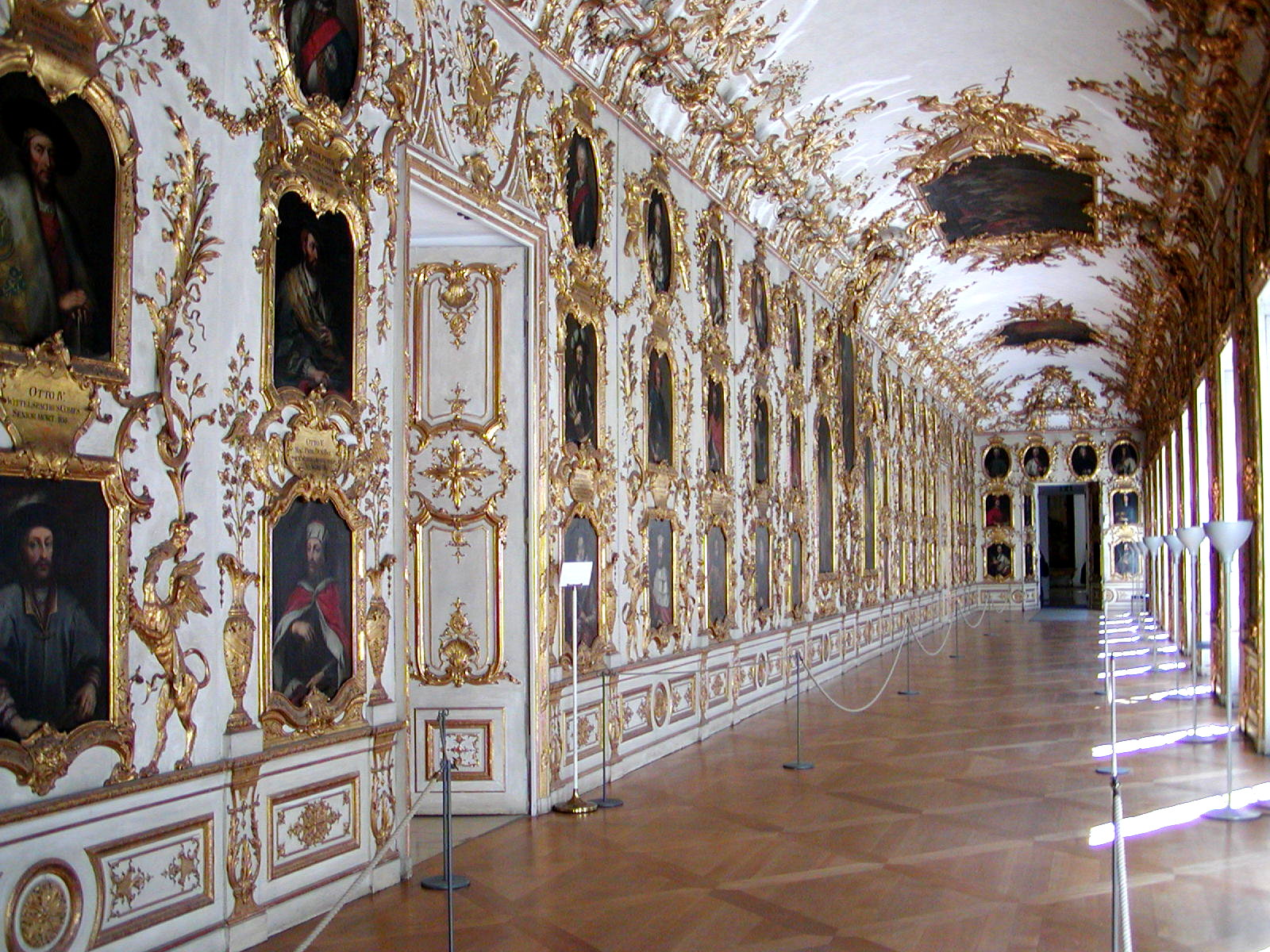
Galerie předků (Ahnengalerie)

Po revoluci v roce 1918 byl proveden poslední krok ke vzniku muzea. V té době bylo možné navštívit celkem 157 místností. To mohlo být pro návštěvníka až stresující. Dnešní muzeum (Residenzmuseum) ukazuje více než 130 prohlídkových místností při dopolední a odpolední prohlídce. Audioprůvodce je nabízen v pěti jazycích. Kromě antiquaria, staré dvorní kaple (Alte Hofkapelle) a četných nádherných sálů, zvaných císařské pokoje (Kaiserzimmern), bohatých pokojů (Reichen Zimmern) a reprezentativních obytných prostor Ludvíka I., je třeba vyzdvihnout komory s porcelánem (Porzellankammern) s exponáty z celé Evropy a z východní Asie, a také kabinet miniatur (Miniaturenkabinett) se 129 miniaturními malbami. K dispozici je také komora s relikviemi (Reliquienkammer) a komory se stříbrem (Silberkammern). S bronzovými sochami z konce 16. a počátku 17. století, vystavenými v budově slavnostních sálů (Fessaalbau), mezi které patří i originály čtyř lvů ze vstupního prostoru, představuje muzeum Residenzmuseum jednu z nejbohatších sbírek evropského bronzového umění z období manýrismu a raného baroka.

## Schatzkammer

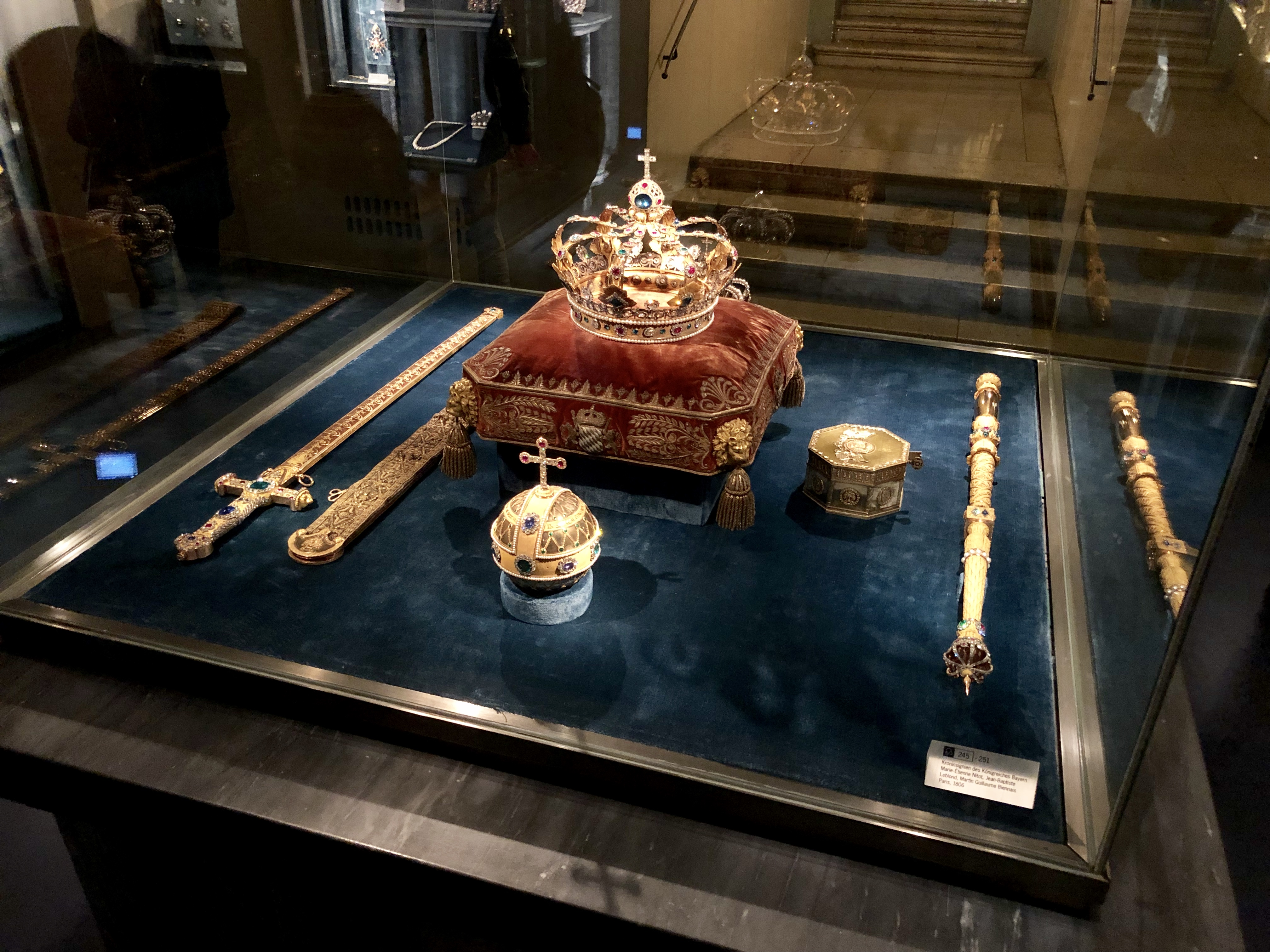
Bavorské korunovační klenoty

Je to klenotnice, kterou založil Albrecht V. a uchovával v ní drahokamy bavorských Wittelsbachů, které byly za kurfiřta Karla Theodora sloučeny s klenoty falckými (Pfälzer Hausschätzen). Od výstavby staré klenotnice (Alte Schatzkammer) za prince regenta Luitpolda v roce 1897 byly insignie veřejnosti přístupné. Ve sbírce v přízemí východního křídla královské budovy (Königsbau) se dnes nachází zlatnické umění (Goldschmiedekunst) a drahokamy od raného středověku po klasicismus. Sbírka má přes 1200 kusů a je jednou z nejcennějších na světě. Zahrnuje díla vyrobená z křišťálu a slonoviny, kameje, šperky, medaile, ceremoniální meče, poháry i nádobí.
Světově proslulá je modlitební kniha císaře Karla II. Holého (přibližně 860), dále ciboriový oltář císaře Arnulfa Korutanského (konec 9. století), křížový relikviář Jindřicha II., koruna císařovny Kunhuty Lucemburské, kříž (Giselakreuz) darovaný maďarskou královnou Giselou Bavorskou (kolem 1000) klášteru Stift Niedermünster, koruna Jindřicha II. (Heinrichskrone) (cca 1270) a z Anglie pocházející Pfälzische Krone (cca 1370). K vrcholům sbírky patří pohár šlechtického rodu Rappoltsteinů (Rappoltsteiner Pokal) (cca 1540), Holbeinschale (cca 1540), soška svatého Jiří (Sankt Georgs Statuette, cca 1590), císařské koruny Karla VII. (Kaiserkronen Karls VII., 1742) a v Paříži zhotovené Bavorské korunovační klenoty (1806), cestovní servis císařovny Louisy z Francie a rubínové šperky královny Terezie. Jsou zde také vystaveny mimoevropské exponáty, jako velkolepé dýky z tureckých válek, cejlonské práce ze slonoviny nebo čínský porcelán.
V rezidenci je také státní sbírka mincí (Staatliche Münzsammlung München).Také zde byly v době Karla Theodora spojeny sbírky bavorská a falcká.

## Zničení a opětovné obnovení
Během náletů na Mnichov ve druhé světové válce byla rezidence vážně zničena, zejména v roce 1944 kdy z celkové střešní plochy 23 500 m² zůstalo nedotčeno pouze 50 m². V následujících desetiletích došlo k celkové obnově hlavně díky skutečnosti, že velká část stěnových i stropních obkladů a téměř všechen mobiliář byl ještě před prvním bombardováním demontován a uskladněn jinde. Jinak by rekonstrukce v její současné podobě byla nemyslitelná. V průběhu této relativně rychlé rekonstrukční fáze to byli hlavně muži jako Tino Walz a vedoucí stavebního oddělení Bavorské správy zámků Rudolf Esterer. kteří společně se spolkem „Přátelé rezidence" (Freunde der Residenz) umožnili poškozené budovy zabezpečit pomocí provizorních střech a rychle započali s dalšími opravami.
Uskutečnily se také velké dobročinné akce. Například Bavorský rozhlas (Bayerischer Rundfunk) přispěl na rekonstrukci milionovým darem, avšak za podmínky, že v rezidenci bude postavena nová koncertní síň jako náhrada za rovněž zničený Odeon, ve kterém nyní (po jeho obnově) sídlí Bavorské ministerstvo vnitra (Bayerisches Innenministerium). Byla obětována bývalá a neodvolatelně zničená velká trůnní síň (Großer Thronsaal). Na jejím místě se dnes nachází nový koncertní Herkulův sál (Neuer Herkulessaal) postavený architektem Estererem ve stylu monumentálního neoklasicismu. Původní slavnostní sál rezidence (Herkulessaal) v patře pro dvorní dámy z roku 1600 byl ve druhé světové válce zničen a po obnově byl přejmenován na Max-Joseph Saal, aby se zabránilo záměně s novým Herkulovým sálem. Kromě toho byly ztraceny fresky dvorního kostela Všech svatých (Allerheiligen-Hofkirche), dále nádherná výzdoba papežských místností (Päpstliche Zimmer), strop Zlatého sálu (Goldener Saal) od Balthasara Ableithnera, obytné místnosti Ludvíka II a zbývající klasicistické sály v budově Festsaalbau včetně velkolepého schodiště (Prunktreppe) naproti konírně (Marstall).

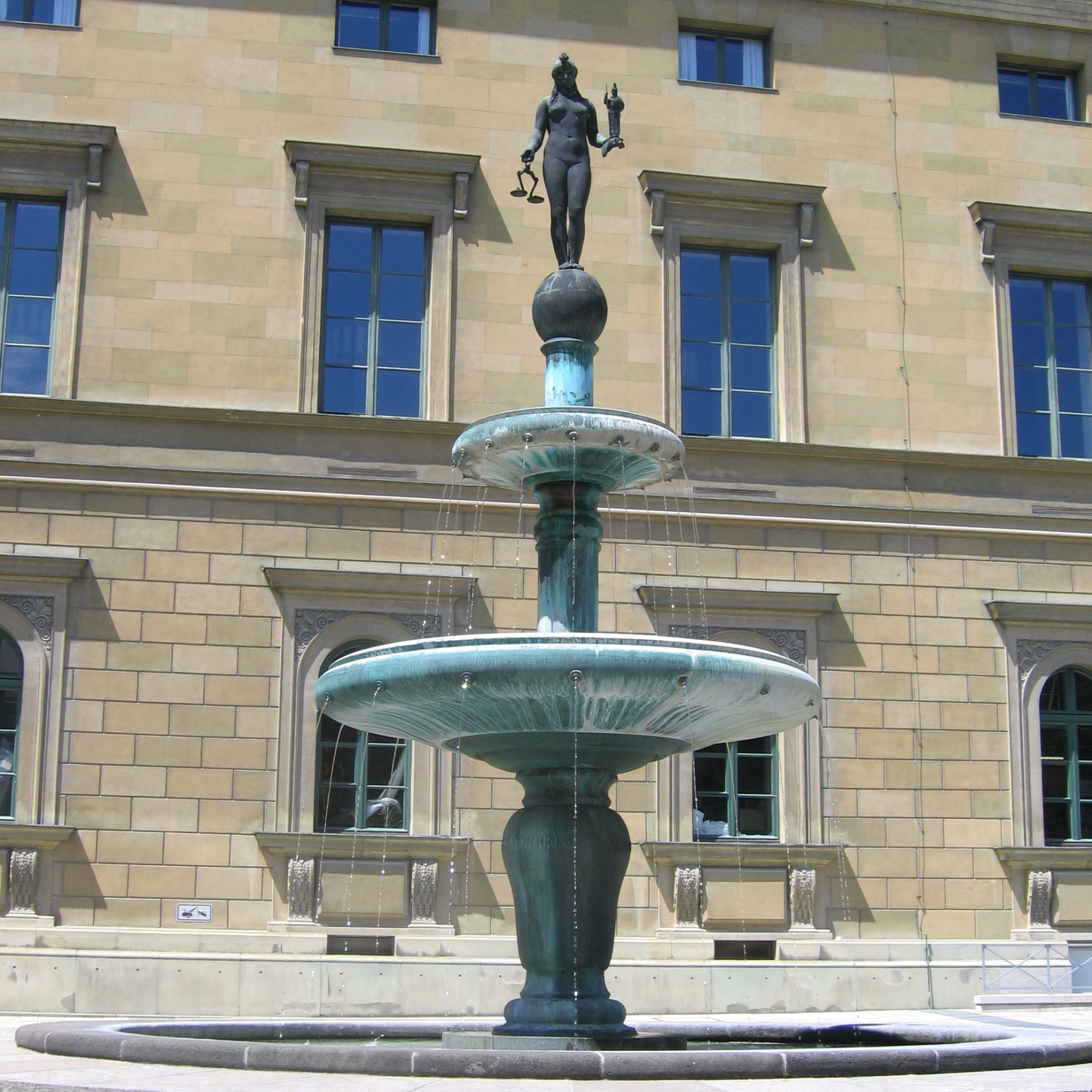
Fontána Kronprinz–Rupprecht–Brunnen v Mnichově

Po válce následovala stavba nového divadla (Neues Residenztheater), místo původního divadla (Cuvilliés-Theater), které bylo nově umístěno do lékárenského patra rezidence. Zastavěna byla také východní strana rezidence, kdysi zdobená záhony s růžemi. Mezi konírnou (Marstall) postavenou architektem Klenzem a dvorním kostelem Všech svatých (Allerheiligen-Hofkirche), jehož obnova začala až v roce 1972, jsou nyní budovy pro hydraulické systémy bavorského Národního divadla a španělského kulturního institutu. Fontánu (Kronprinz-Rupprecht-Brunnen) mezi rezidencí a budovou konírny Marstall, (bývalou dvorní jízdárnou), vytvořil v roce 1961 sochař Bernhard Bleeker.
Dnes se slavnostní sály používají k pořádání recepcí a koncertů. Kromě toho se v rezidenci nachází Residenzmuzeum, další muzea a úřady. Od roku 1972 sídlí ve druhém nadzemním podlaží královské budovy (Königsbau) Bavorská akademie výtvarných umění (Bayerische Akademie der Schönen Künste). Bavorská akademie věd (Bayerische Akademie der Wissenschaften) sídlí ve východním křídle budovy slavnostních sálů (Festsaalbau), zatímco Německá akademie inženýrských věd (Deutsche Akademie der Technikwissenschaften) sídlí v jejím západním křídle.
V roce 1985 byly podle písemných pramenů znovu postaveny dvě slavnostní místnosti ze 17. století, ztracené od roku 1799, Kaisersaal a Vierschimmelsaal. Vybaveny byly zachovanými obrazy a koberci. V rezidenci se dodnes pracuje. Naposledy bylo až do roku 2008 rozsáhle restaurováno více než padesátileté divadlo Cuvilliés. Kromě toho byl nádvorní foyer (Foyerhof) vybaven prosklenou střechou a další práce se prováděly také v zadních místnostech královské budovy Königsbau. Žluté schodiště (Gelbe Treppe) od architekta Klenzeho bylo restaurováno v letech 2016 až 2019. Byl to kdysi hlavní vchod do královských apartmánů v královské budově Königsbau.

## Hofgarten

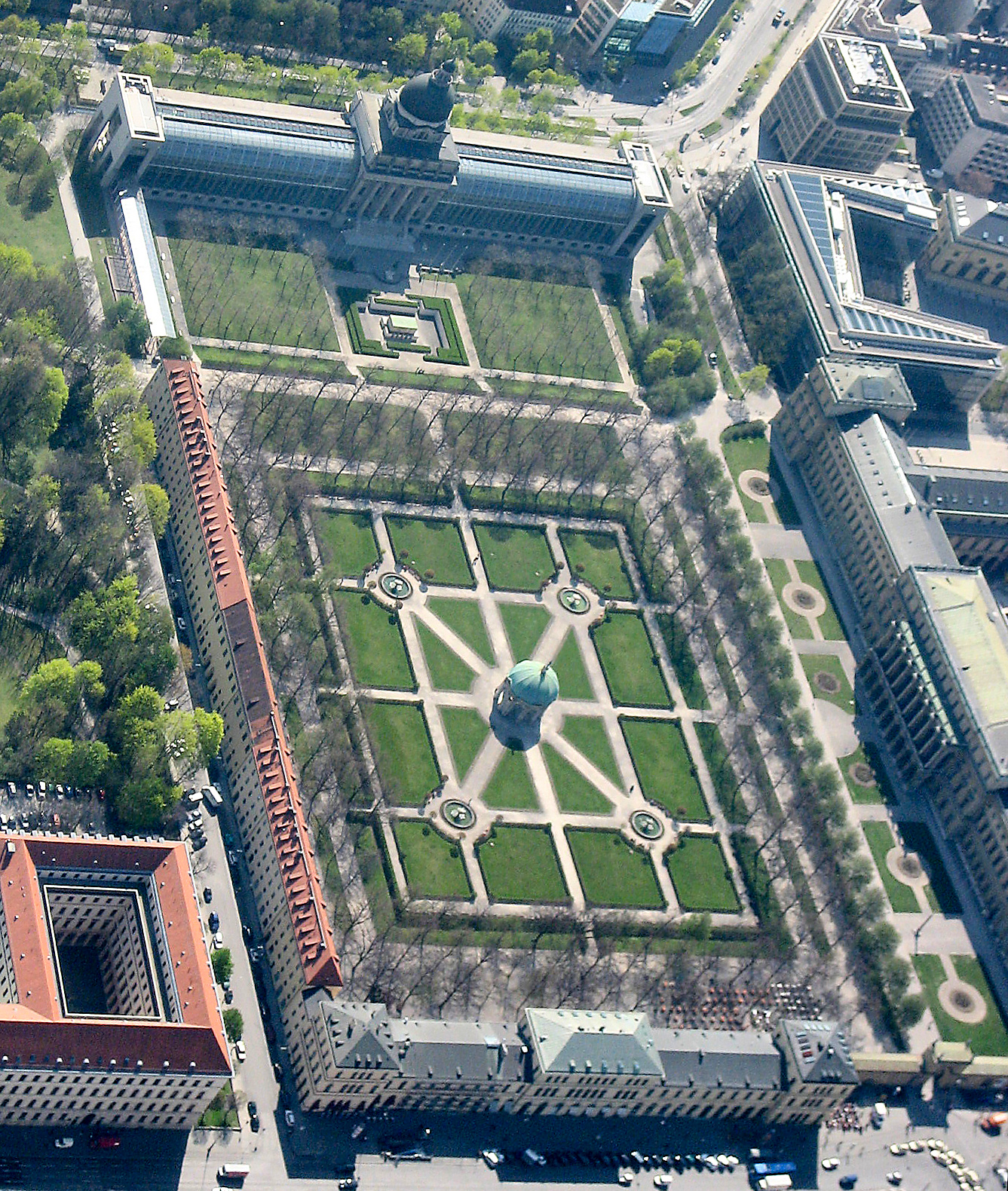
Hofgarten

První zahrada byla postavena v roce 1530 na místě pozdějšího náměstí Marstallplatz jižně od Neuveste. Historie dvorní zahrady Královské rezidence na dnešním místě severně od budovy slavnostních sálů (Festsaalbau) začala v roce 1560. Za vévody Albrechta V. byla severně od starší zahrady z počátku 16. století založena nová renesanční zahrada se zahradním pavilonem (Lusthaus), který se však nezachoval. V letech 1613-1617 Maximilian I. tento zahradní komplex rozšířil do dnešní rozlohy. Od té doby se uprostřed dvorní zahrady (Hofgarten) nachází kruhový pavilon bohyně Diany (Dianatempel), který vytvořil Heinrich Schön starší (1615). Na něm je kopie bronzové sochy Bavarie, kterou vytvořil Hubert Gerhard.